# 2395 Aho
2395 Aho este un asteroid din centura principală, descoperit pe 17 martie 1977 de Harvard Observatory.